# Ляхде, Матти
Матти Ляхде (фин. Matti Lähde; 14 мая 1911, Лаппеэнранта, Великое княжество Финляндское — 2 мая 1978, Лаппеэнранта, Финляндия) — финский лыжник, чемпион Олимпийских игр 1936 года.

## Карьера
На Олимпийских играх 1936 года в Гармиш-Партенкирхене, завоевал золотую медаль в эстафетной гонке, в которой бежал третий этап, уйдя на этап на третьей позиции Ляхде сумел обойти представителя сборной Швеции, и выйти на второе место, на последнем этапе Калле Ялканен вывел финнов на первое место. В гонке на 18 км был лишь 15-м.
На чемпионате мира 1938 года в Лахти был 16-м в гонке на 18 км.
На чемпионатах Финляндии побеждал три раза, в гонках на 18 км в 1935 и 1939 годах и эстафете в 1945 году.
По профессии Ляхде был полицейским. Его сын Кюости Ляхде был профессиональным хоккеистом и играл в финском чемпионате в конце 60-х — начале 70-х годов.